# 2011年世界陸上競技選手権大会アイスランド選手団
2011年世界陸上競技選手権大会アイスランド選手団は、2011年8月27日から9月4日まで大韓民国の大邱で開催された第13回世界陸上競技選手権大会のアイスランド選手団。

## 選手団
- 人員: 選手 2人

## 選手名簿・結果
| クリスティン・トルファソン         | 男子走幅跳 | 7.17m  | 30位 | 予選敗退 | 予選敗退 | 予選敗退 | 予選敗退 |
| アウスディス・ヒャルムスドッティル | 女子やり投 | 59.15m | 12位 | 予選敗退 | 予選敗退 |          |          |